# Ngũ kinh
Ngũ Kinh (五經 Wǔjīng) là năm quyển kinh điển trong văn học Trung Hoa dùng làm nền tảng trong Nho giáo. Theo truyền thuyết, năm quyển này đều được Khổng Tử soạn thảo hay hiệu đính. Sách kinh điển gồm hai bộ: Ngũ Kinh và Tứ Thư. Năm quyển Ngũ Kinh gồm có:
1. Kinh Thi (詩經 Shī Jīng): sưu tập các bài thơ dân gian có từ trước Khổng Tử, nói nhiều về tình yêu nam nữ. Khổng Tử san định thành 300 thiên nhằm giáo dục mọi người tình cảm trong sáng lành mạnh và cách thức diễn đạt rõ ràng và trong sáng. Một lần, Khổng Tử hỏi học trò "học Kinh Thi chưa?", người học trò trả lời "chưa". Khổng Tử nói "Không học Kinh Thi thì không biết nói năng ra sao" (sách Luận ngữ).
2. Kinh Thư (書經 Shū Jīng): ghi lại các truyền thuyết, biến cố về các đời vua cổ có trước Khổng Tử. Khổng Tử san định lại để các ông vua đời sau nên theo gương các minh quân như Nghiêu, Thuấn chứ đừng tàn bạo như Kiệt, Trụ.
3. Kinh Lễ (禮記 Lǐ Jì): ghi chép các lễ nghi thời trước. Khổng Tử hiệu đính lại mong dùng làm phương tiện để duy trì và ổn định trật tự. Khổng Tử nói: "Không học Kinh Lễ thì không biết đi đứng ở đời" (sách Luận Ngữ).
4. Kinh Dịch (易經 Yì Jīng): nói về các tư tưởng triết học của người Trung Hoa cổ đại dựa trên các khái niệm âm dương, bát quái,... Đời Chu, Chu Văn Vương đặt tên và giải thích các quẻ của bát quái gọi là Thoán từ. Chu Công Đán giải thích chi tiết nghĩa của từng hào trong mỗi quẻ gọi là Hào từ. Kinh Dịch thời Chu gọi là Chu Dịch. Khổng Tử giảng giải rộng thêm Thoán từ và Hào từ cho dễ hiểu hơn và gọi là Thoán truyện và Hào truyện.
5. Kinh Xuân Thu (春秋 Chūn Qiū): ghi lại các biến cố xảy ra ở nước Lỗ, quê của Khổng Tử. Khổng Tử không chỉ ghi chép như một sử gia mà theo đuổi mục đích trị nước nên ông chọn lọc các sự kiện, ghi kèm các lời bình, sáng tác thêm lời thoại để giáo dục các bậc vua chúa. Ông nói: "Thiên hạ biết đến ta bởi kinh Xuân Thu, thiên hạ trách ta cũng sẽ ở kinh Xuân Thu này". Đây là cuốn kinh Khổng Tử tâm đắc nhất, xuân thu có nghĩa là mùa xuân và mùa thu, ý nói những sự việc xảy ra.

Ngoài ra còn có Kinh Nhạc do Khổng Tử hiệu đính nhưng về sau bị Tần Thủy Hoàng đốt mất, chỉ còn lại một ít làm thành một thiên trong Kinh Lễ gọi là Nhạc ký. Như vậy Lục kinh chỉ còn có Ngũ kinh.